# Andreas Bigelmair

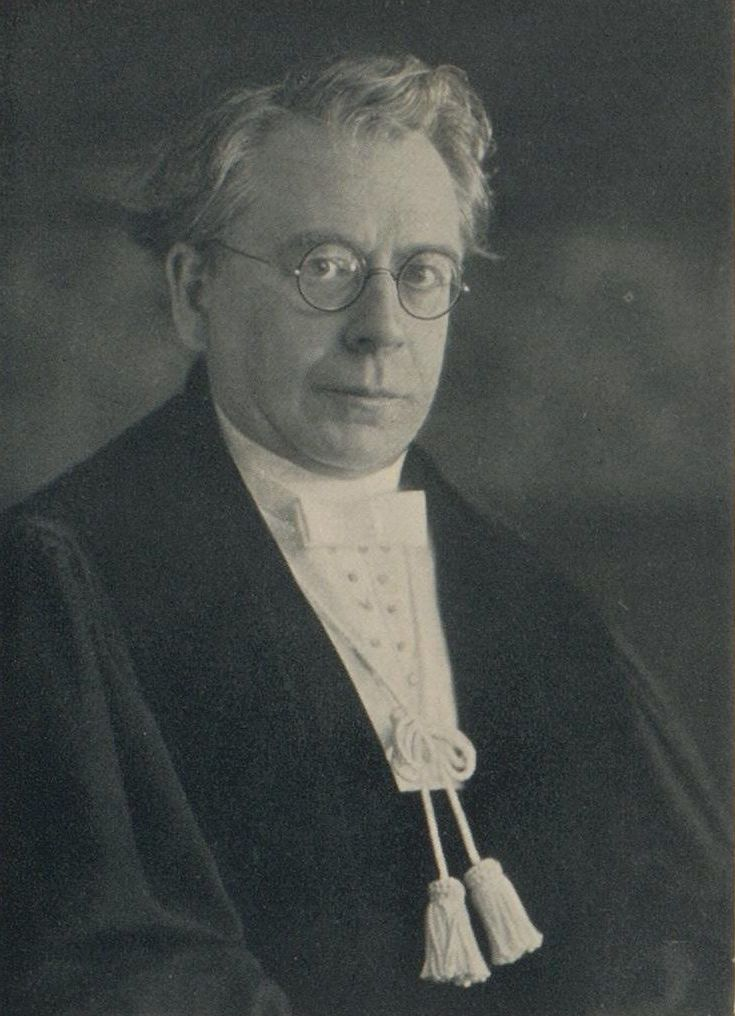
Andreas Bigelmaier, um 1932

Andreas Bigelmair (* 21. Oktober 1873 in Oberhausen bei Augsburg; † 29. März 1962 in Dillingen an der Donau) war ein deutscher römisch-katholischer Geistlicher, Geheimer Regierungsrat und von 1915 bis 1939 Ordinarius für Patrologie und Pastoraltheologie.

## Leben
Andreas Bigelmair studierte Katholische Theologie. Während seines Studiums wurde er Mitglied der katholischen Studentenverbindung KSStV Alemannia München im KV. Seine Priesterweihe empfing er im Jahr 1897. Ab 1904 war er als Dozent der Kirchengeschichte an der Universität München tätig. An der Philosophisch-Theologischen Hochschule Dillingen war er seit 1906 als außerordentlicher und ab 1. April 1915 als ordentlicher Professor tätig. Zusätzlich bekleidete er von 1925 bis 1929 das Amt des Rektors. Als Professor der Patrologie und der Pastoraltheologie unterrichtete er von 1929 bis zum 31. März 1939 an der Universität Würzburg und war danach von 1941 bis 1946 als Lehrvertreter der Universitäten Würzburg und München tätig. Am 29. März 1962 verstarb er. in Dillingen. Er ist auf dem Augsburger Nordfriedhof bestattet.

## Veröffentlichungen (Auswahl)
- Die Beteiligung der Christen am öffentlichen Leben in vorkonstantinischer Zeit (1902)
- Zeno von Verona (1904)
- Die Anfänge des Christentums in Bayern (1907)
- Die Afralegende. In: Archiv f. d. Gesch. d. Hochstifts Augsburg I, 1910, S. 139–221.
- Zur Theologie des Eusebius von Caesarea (1913)
- Der Missionsgedanke bei den Vätern in der vorkonstantinischen Zeit (1914)
- Nikolaus Ellenbog und die Reformation (1917)
- Zur Frage des Sozialismus und Kommunismus im Christentum der ersten drei Jahrhunderte (1922)